# Конрадин
Конрадин (нем. Konradin; 25 марта 1252, замок Вольфштейн около Ландсхута — 29 октября 1268, Неаполь) — король Иерусалима под именем Конрад III с 1254 года, король Сицилии под именем Конрад II в 1254—1258 годах, герцог Швабии под именем Конрад IV с 1254 года. Последний законный отпрыск императорского дома Гогенштауфенов, сын Конрада IV и Елизаветы фон Виттельсбах, дочери Оттона II Сиятельного, герцога Баварии, внук императора Фридриха II.

## Детство
В возрасте 2-х лет потерял отца; воспитывался при дворе своего дяди, герцога Людвига II Баварского. В Сицилии от имени Конрадина правил в качестве регента его дядя Манфред.
Противодействие римского папы Александра IV предотвратило избрание Конрадина королём Германии. В 1257 году его опекун Людвиг Баварский поддержал на выборах Ричарда Корнуоллского при условии, что тот подтвердил за Конрадином право наследовать земли своего отца и титул герцога Швабии. В 1262 году Конрадин официально вступил во владение швабским герцогством.
В 1258 году Манфред, в силу ложных слухов о смерти племянника, провозгласил себя королём Сицилии; он изъявил, впрочем, готовность назначить своим наследником Конрадина. Но папа Климент IV, не признавая за родом Гогенштауфенов право на Сицилию, передал это королевство Карлу I Анжуйскому, который и завладел Сицилией, после поражения Манфреда и его смерти, в 1266 году. Тогда итальянские гибеллины при поддержке враждебной Карлу сицилийской знати предложили Конрадину вступить во владение отцовскими землями в Италии.

## Итальянский поход
В сопровождении нескольких крупных немецких феодалов (Людвига Баварского, графа Рудольфа Габсбурга, графа Мейнхарда II Тирольского, своего друга детства, Фридриха Баденского) и около 3000 рыцарей Конрадин перешёл через Альпы осенью 1267 года. Несмотря на то, что папа отлучил его от церкви (18 ноября 1267 года), а дядя и большинство других немецких союзников оставили Конрадина в Вероне, он вскоре приобрел многочисленных приверженцев в Италии. Некоторые города Верхней Италии и прежний союзник Карла, «римский сенатор» Генрих, брат короля Альфонса X Кастильского, стали на его сторону.
Битва против французов в долине Арно была выиграна. Рим в июле 1268 года приветствовал его как императора, а разгоревшееся в его пользу восстание в Сицилии все более и более распространялось при поддержке испанцев. Но в решающей битве при Тальякоццо к северо-востоку от Рима, 23 августа 1268 года, 3500 — 4000 французских рыцарей, благодаря своей дисциплине, победили смешанное наемное войско Конрадина (4500 — 5500 человек); последний сначала смог бежать, но в начале сентября был взят в плен и выдан Карлу.
Его судили как изменника и вместе с Фридрихом Баденским и 11 другими сторонниками казнили на рыночной площади в Неаполе (29 октября 1268 года).
От Конрадина сохранились две немецкие песни, внесенные в Манесский сборник под именем песен «молодого короля Конрада».

## Семья
Брак: с 1266 года женат на Софии фон Ландсберг (ок. 1258 — 14 августа 1318), дочери Дитриха (1242 — 8 февраля 1285), маркграфа Ландсберга из рода Веттинов. Детей не оставил.